# Садовий (Зеленодольський район)
Садо́вий (рос. Садовый) — селище в Зеленодольському районі Республіки Татарстан (Росія). Підпорядковане Раїфському сільському поселенню. Лежить за 22 км на північний схід від міста Зеленодольськ. Найближчий населений пункт — селище Раїфа, розташоване за 1 км на схід. За 1,5 км на північний захід від Садового протікає річка Сумка, невелика безіменна річка є також і в південній частині самого селища.

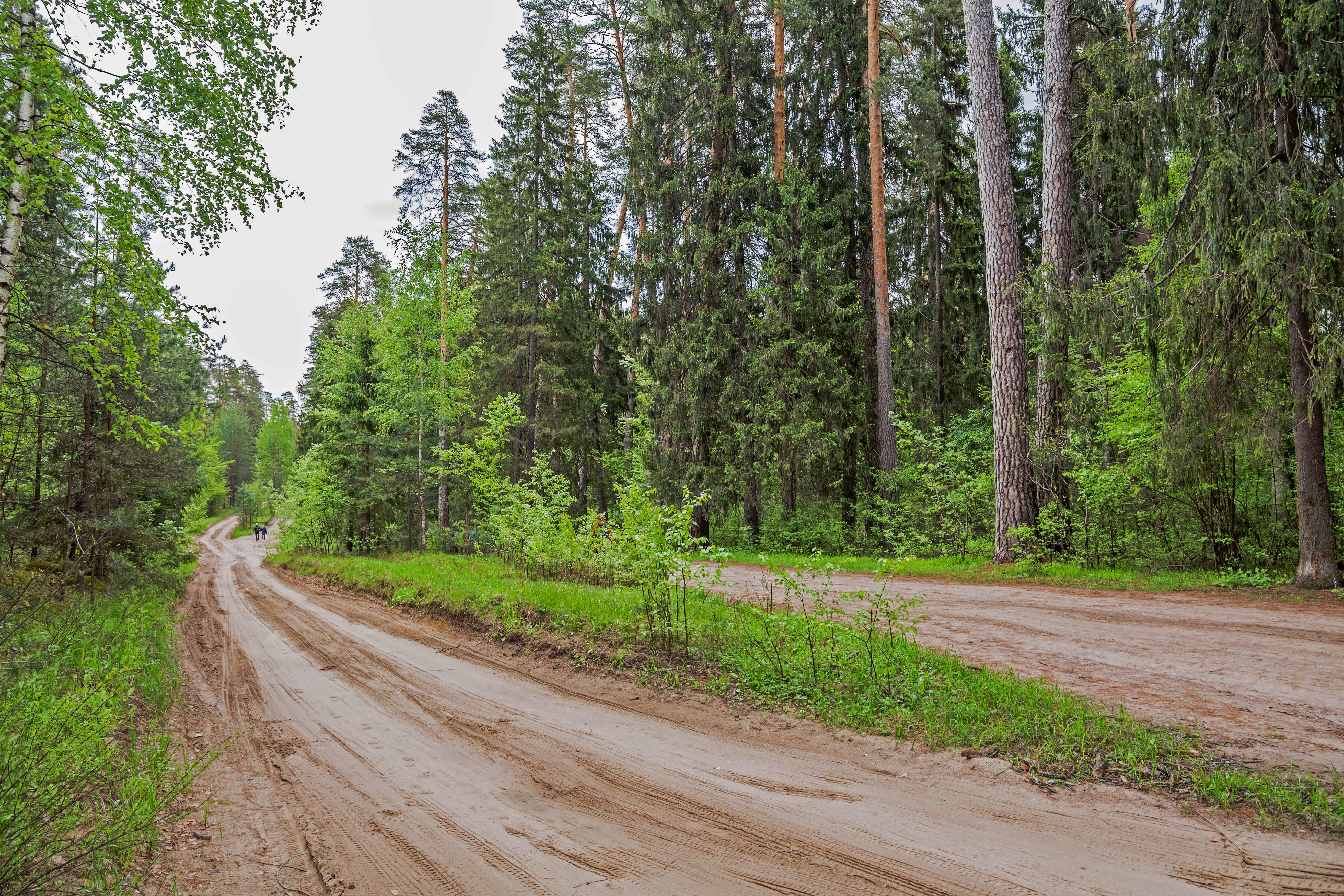
Лісова дорога між селищами Садовий і Раїфа.

Перші поселенці на його землях з'явились у 1930-х роках, як населений пункт Садовий зареєстрований 1959 року. Наразі він є адміністративним центром Волзько-Камського біосферного заповідника, безпосередньо прилягає до кордонів Раїфської ділянки цієї природоохоронної установи. За Всеросійським переписом 2002 року населення складають переважно росіяни (71 %) і татари (26 %). Мешканці селища зайняті скотарством, у ньому розташована адміністрація Змеїногорського радгоспу. У Садовому облаштований сільський клуб і дендрарій Волзько-Камського заповідника.